# Чистий Чандак
Чи́стий Чанда́к (каз. Таза Шаңдақ) — село у складі Федоровського району Костанайської області Казахстану. Адміністративний центр Комишинського сільського округу.
Населення — 478 осіб (2021; 509 у 2009, 677 у 1999, 1223 у 1989).